# Lucienne Schmith-Couttet
Lucienne Schmith-Couttet, francoska alpska smučarka, * 27. november 1926, Chamonix.
Svoj največji uspeh kariere je dosegla na Svetovnem prvenstvu 1954, ko je osvojila naslova prvakinje v veleslalomu, ob tem je v letih 1950 in 1954 osvojila še tri bronaste medalje v veleslalomu, smuku in kombinaciji. Nastopila je na Olimpijskih igrah 1952, kjer je zasedla deseto mesto v smuku in kombinaciji ter dvajseto v slalomu.
Njen mož James Couttet je bil prav tako alpski smučar.